# Kwonkan goongarriensis
Kwonkan goongarriensis là một loài nhện trong họ Nemesiidae.
Kwonkan goongarriensis được miêu tả năm 1983 bởi Main.